# Спомен-обележје у Конареву
Спомен-обележје у Конареву подигнут је у знак сећања на трагично страдалу и умрлу децу из сиротишта из Матарушке Бање у периоду од 1942. до 1947. године.
Споменик је подигао непознати добротвор у годинама након Другог светског рата, по пројекту архитекте Спасоја Kрунића, на месту где су сакупљени, после завршетка рата, посмртни остаци сахрањени у једном делу гробља.

## Историја
Сиротиште у Матарушкој Бањи је у време Другог светског рата било једно од највећих у Србији, а у њега су стизала деца не само из Србије, већ и из Босне, Хрватске, Словеније. Формирали су га људи из Kраљева и Црвени крст, а њим је управљао Комесаријат за избеглице и пресељенике. Прва деца су стигла у избегличке домове 3. јуна 1942. године. Велики број деце који је дошао био је лошег здравственог стања, о чему сведочи податак да је током августа те године преминуло дванесторо деце, а месец дана касније још 15 њих. Колико је сиротиште било велико показује то што су у августу 1944. године деца су била смештена у 8 зграда које су имале капацитет од 710 места. У њима је тада било смештено 650 деце (455 дечака и 195 девојчица), што је било 12% деце смештене у избегличким домовима у Србији. Од 3. јуна 1942, када је СИД Матарушка Бања почео са радом, до 29. новембра 1944, када је Матарушка Бања ослобођена, кроз домове је прошло више од 3445 деце, од којих је умрло 56, односно 1,6%. Деца која би преминула била су сахрањена на конаревачком гробљу.

## Изглед споменика
Споменик има облик пирамиде. На средњем обручу постоје и мале пирамиде, које су заправо кровићи кућа за сву децу која су страдала, а не само пирамиду споменик за оне који су ту настрадали. На иницијативу некадашњег штићеника дома Милорада Ћебића, уз подршку студеничког игумана архимандрита Тихона, у децембру 2022. године уз споменик је постављен и крст, јер су сва преминула деца била српске националности и православне вероисповести.
Стручњаци краљевачког Завода за заштиту споменика културе и Јавног предузећа за уређивање грађевинског земљишта обновили су овај споменик.